# 中山国小駅
中山国小駅（ちゅうざんこくしょうえき）は台湾台北市中山区にある、台北捷運中和新蘆線の駅。駅番号はO10。中山小学校駅とも言う。

## 歴史
- 2010年11月3日 - 新荘線の駅として開業[2]:331。

## 駅構造
地下2階に島式ホーム1面2線がある地下駅:97。ホーム上には開業時からフルスクリーンタイプのホームドアが設置されている。出口は4つある:97。

### 駅階層

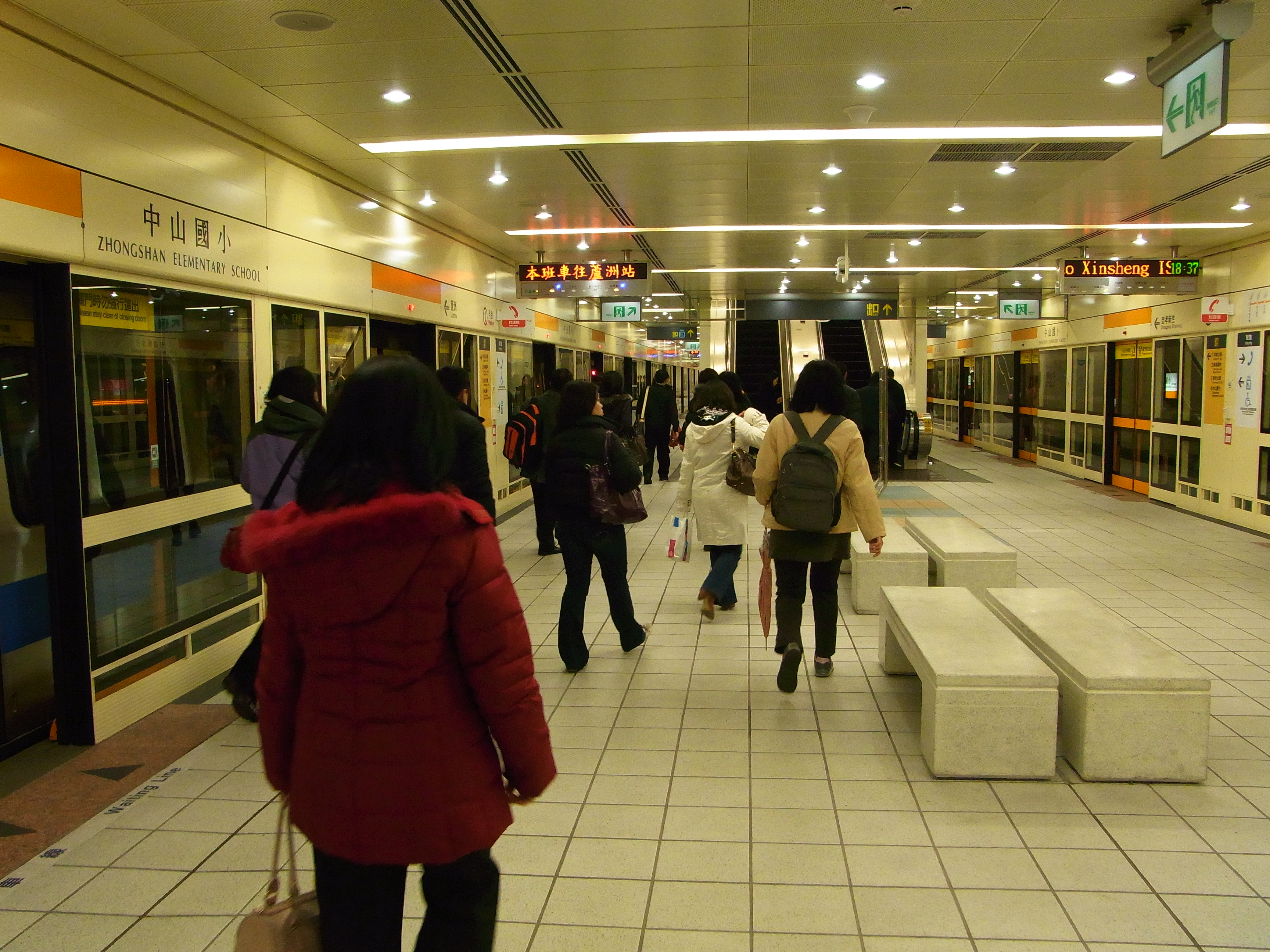
ホーム

| 地面      | 出入口                               | 出入口                                           |
| 地下 一階 | コンコース                           | コンコース、案内所、自動券売機、自動改札、トイレ |
| 地下 二階 | 1番線                                | ←中和新蘆線 迴龍・蘆洲方面（民権西路駅）         |
| 地下 二階 | 島式ホーム、車両左側のドアが開閉する |                                                  |
| 地下 二階 | 2番線                                | →中和新蘆線 南勢角方面（行天宮駅）→              |

- ホーム

### 駅出口
出口1・2は駅の西側、出口3・4は駅の東側にある。
- 出口1：林森北路
- 出口2：新興国中
- 出口3：新生北路
- 出口4：中山国小

## 利用状況
| 年   | 年間      | 年間      | 年間       | 年間  | 1日平均 | 1日平均 |
| 年   | 乗車      | 下車      | 乗下車計   | 出典  | 乗車    | 乗下車  |
| ---- | --------- | --------- | ---------- | ----- | ------- | ------- |
| 2010 | 388,298   | 421,627   | 809,925    | [ 4 ] | 6,581   | 13,728  |
| 2011 | 2,490,066 | 2,624,512 | 5,114,578  | [ 4 ] | 6,822   | 14,013  |
| 2012 | 3,670,388 | 3,724,300 | 7,394,688  | [ 4 ] | 10,028  | 20,204  |
| 2013 | 4,634,655 | 4,643,829 | 9,278,484  | [ 4 ] | 12,698  | 25,421  |
| 2014 | 5,097,330 | 5,104,553 | 10,201,883 | [ 4 ] | 13,965  | 27,950  |
| 2015 | 5,439,007 | 5,452,338 | 10,891,345 | [ 4 ] | 14,901  | 29,839  |
| 2016 | 5,753,993 | 5,790,342 | 11,544,335 | [ 4 ] | 15,721  | 31,542  |
| 2017 | 5,894,129 | 5,923,877 | 11,818,006 | [ 4 ] | 16,148  | 32,378  |
| 2018 | 6,049,043 | 6,066,397 | 12,115,440 | [ 4 ] | 16,573  | 33,193  |
| 2019 | 6,218,328 | 6,219,435 | 12,437,763 | [ 4 ] | 17,037  | 34,076  |
| 2020 | 5,457,024 | 5,452,118 | 10,909,142 | [ 4 ] | 14,910  | 29,806  |
| 2021 | 4,238,706 | 4,216,763 | 8,455,469  | [ 4 ] | 11,613  | 23,166  |

## 駅周辺
当駅は民権東路の地下にあり、林森北路と新生北路の間にある。
- 台北市立中山国民小学（中国語版） - 駅名の由来。
- 台北市立新興国民中学（中国語版）
- 台北市立図書館（中国語版）恆安民衆閲覧室（中国語版）
- 晴光商圈
- ランディス台北(台北亜都麗致大飯店)
- 燦路都飯店（本駅と民権西路駅の間）
- 台北市私立稻江高級護理家事職業学校（中国語版）
- 2010年台北国際花卉博覧会新生公園展区
- YouBike（台北市公共自転車（中国語版））捷運中山国小駅（4号出口）
- 全聯福利中心中山林森店（スーパーマーケット）
- 全聯福利中心中山晴光店
- カルフール

## 隣の駅
台北捷運
 中和新蘆線
民権西路駅 O11 - 中山国小駅 O10 - 行天宮駅 O09